# Avenate
El avenate era una bebida común en la Edad Media europea, que consistía en un majado de avena desleído en leche de almendras. Se cuece y luego se sirve muy fría con azúcar. 
Antiguamente, se le atribuían al avenate propiedades terapéuticas, y se recomendaba para alimentar a los enfermos durante la convalecencia. La receta sigue teniendo cierta continuidad, aunque ya no es tan común como antaño. Una variante con cebada es llamada ordinate ordiate u hordiate.

## Elaboración
La avena se monda, es decir, se descascarilla primero y luego se pulveriza para hacerla harina. 
Se mezcla la leche de almendras con harina o copos de avena hasta quedar homogéneo, se pone al fuego y cuando rompe a hervir se le agrega azúcar al gusto. Se deja cocer una hora y media a fuego lento, removiendo de vez en cuando. Cuando se obtiene textura de puré, se apaga el fuego y se deja enfriar. Se sirve frío, como refresco, en un cuenco y espolvoreado con azúcar.